# William Hamilton (diplomat)
Sir William Douglas Hamilton, född den 13 december 1730 i Henley-on-Thames, död den 6 april 1803, var en skotsk diplomat, arkeolog och vulkanolog. 
William Hamilton var åren 1758–1782 gift med Catherine Barlow, dotter till politikern Hugh Barlow. Efter Catherines död gifte han om sig med Emma Lyon 1791. Han var då 60 år och hon 26 år. Emma Hamilton blev senare älskarinna till Horatio Nelson. William Hamilton fick inga barn.
William Hamilton var parlamentsledamot för Midhurst åren 1761–1764. Därefter var han under åren 1764–1800 Storbritanniens ambassadör vid hovet i Neapel. 
Under sin vistelse i Neapel studerade han vulkaniska aktiviteter och skrev bland annat en bok om Pompeji och en om Vesuvius. Han samlade grekiska vaser och andra antikviteter. En del av samlingen sålde han 1772 till British Museum. 
William Hamiltons liv blev fiktion genom romanen The Volcano Lover av Susan Sontag.
Den tyske nationalskalden Johann Wolfgang von Goethe (1749-1832), som besökte Neapel i mars år 1787 under sin berömda Italienska resa, beskriver Hamilton som ”en man med utvecklad smak, [som] sedan han vandrat genom hela skapelsen har stannat vid en vacker kvinna [Emma Hamilton], den store konstnärens mästerstycke … Hamilton har ordnat en behaglig tillvaro åt sig [här i Neapel], och njuter nu av den under sin levnads afton. Rummen som han inrett i engelsk stil är förtjusande, och utsikten från hörnrummet nästan enastående. Nedanför svallar havet, utsikt mot Capri, till höger Posilippo, närmare promenaden Villa Reale, till vänster ett gammalt jesuitkloster, längre bort kusten från Sorrento ända till Kap Minerva. Någonting liknande torde det knappast finnas i Europa, åtminstone inte mitt inne i en stor folkrik stad.”